# Первокурсник (фильм, 1990)
«Первокурсник» (англ. The Freshman, другое название — «Новичок») — кинофильм 1990 года, снятый режиссёром Эндрю Бергманом.

## Сюжет
Кларк Келлогг оставляет мать и отчима в Вермонте, а сам едет изучать кинематограф в Нью-Йоркский университет. На вокзале у него крадут багаж с его книгами, а после он замечает похитителя в окне и догоняет его. Похититель, Виктор Рэй, клянётся отдать книги в обмен на услугу и знакомит его со своим дядей Кармайном Сабатини, выглядящим как настоящий Дон Корлеоне. Кармайн предлагает ему большие деньги в обмен на небольшие услуги.

## В ролях
- Марлон Брандо — Кармайн Сабатини
- Мэттью Бродерик — Кларк Келлогг
- Бруно Кёрби — Виктор Рэй
- Пенелопа Энн Миллер — Тина Сабатини
- Фрэнк Уэли — Стив Бушэк
- Джон Полито — Чак Гринвальд
- Пол Бенедикт — Артур Флибер
- Ричард Гант — Ллойд Симпсон
- Кеннет Уэлш — Дуайт Армстронг